# Hippolyte Van den Bosch
Hippolyte Van den Bosch (Bruxelles, 30 aprile 1926 – 1º dicembre 2011) è stato un allenatore di calcio e calciatore belga, di ruolo attaccante.

## Palmarès

### Giocatore

#### Competizioni nazionali
- Campionato belga: 4

Anderlecht: 1946-1947, 1953-1954, 1954-1955, 1955-1956

### Allenatore

#### Competizioni nazionali
- Coppa del Belgio: 1

Anderlecht: 1972-1973